# Майлов, Василий Игоревич
Васи́лий И́горевич Ма́йлов (12 марта 1976, Москва) — российский гребец-каноист, выступал за сборную России в конце 1990-х годов. Серебряный призёр чемпионата мира, многократный призёр регат национального значения. На соревнованиях представлял Москву и спортивный клуб «Профсоюзов», мастер спорта международного класса.

## Биография
Василий Майлов родился 12 марта 1976 года в Москве. Активно заниматься греблей начал в раннем детстве, состоял в спортивной команде «Профсоюзов». Первого серьёзного успеха добился в 1997 году, когда завоевал бронзовую медаль на взрослом чемпионате России, в программе каноэ-четвёрок на дистанции 500 метров. В это время впервые стал членом российской национальной сборной.
Благодаря череде удачных выступлений в 1998 году Майлов удостоился права защищать честь страны на чемпионате мира в венгерском Сегеде, в составе четырёхместного экипажа, куда также вошли гребцы Константин Фомичёв, Андрей Кабанов и Игнат Ковалёв, выиграл серебряную медаль в гонке на 1000 метров, уступив первое место лишь команде из Венгрии. За это достижение по итогам сезона удостоен почётного звания «Мастер спорта России международного класса».